# Gynacantha arnaudi
Gynacantha arnaudi är en trollsländeart som beskrevs av Syoziro Asahina 1984. Gynacantha arnaudi ingår i släktet Gynacantha och familjen mosaiktrollsländor. IUCN kategoriserar arten globalt som otillräckligt studerad. Inga underarter finns listade i Catalogue of Life.